# آبجوی کدر

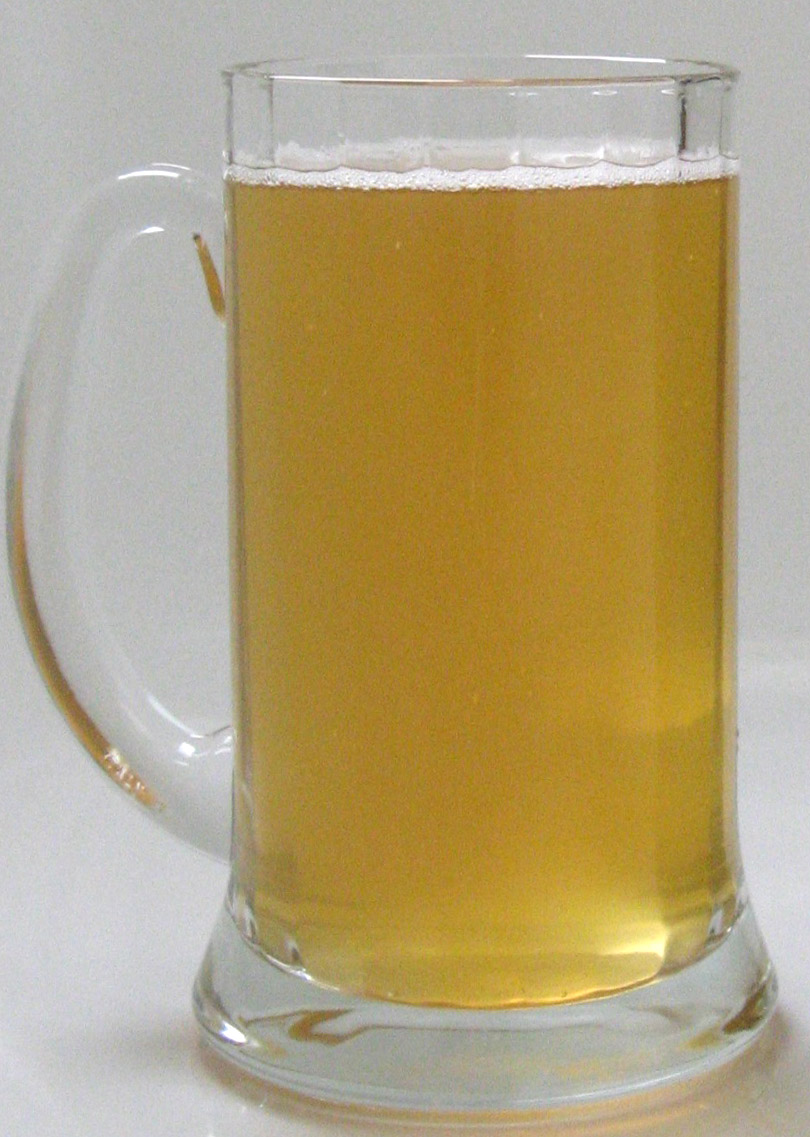
آبجوی کدر در لیوان

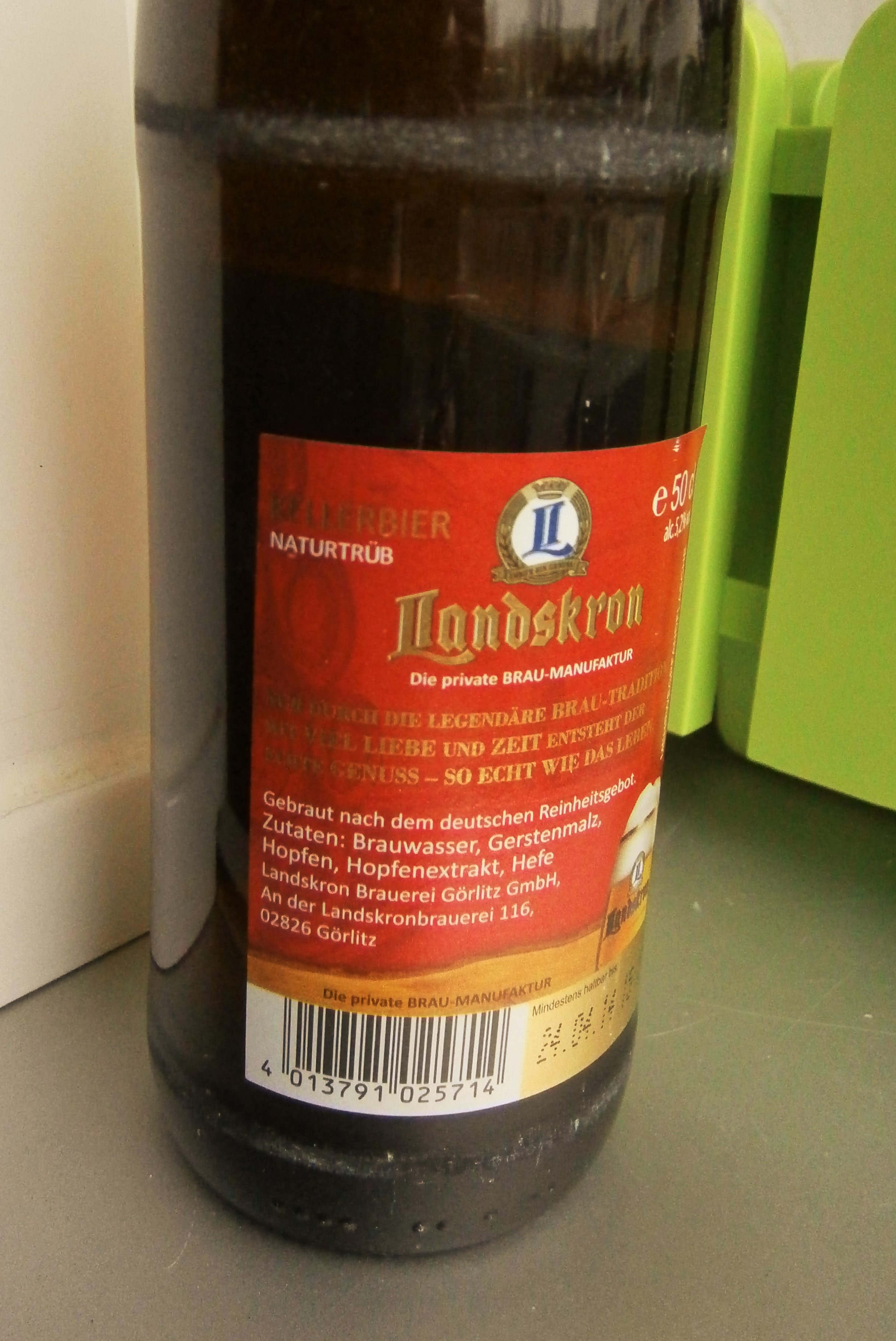
پشت یک بطری آبجوی کدر

آبجوی زیرزمینی یا آبجوی کدر (بزبان آلمانی Zwickel) یک نوع آبجوی صافی نشده و طبیعی است. آبجو به طور عمده بصورت مستقیم پس از عمل تخمیر در مخازن مخصوص یا به جای آن در بطری آبجو ریخته می شود. بدین دلیل آبجوی زیرزمینی نامیده می شود که معمولا عمل آوری و نگه داری آن در زیرزمین و محیط تاریک صورت می گیرد.

## گونه ها
آبجوی کدر یکی از انواع آبجوهای بشکه ای است. بدین جهت آبجو نیازی به رسیدن به بلوغ(جا افتادن) در خنکی ندارد و بنابراین مقدار دی اکسید کربن کمی دارد. از آنجا که همه رسوبات و ته نشین ها در آبجو شناور هستند و در آبجو باقی می ماند، آبجو حاوی مواد مغذی و با ارزش تر از آبجوهای فیلتر شده و صنعتی مرسوم در بازار است . در واقع آبجوی کدر یک نوشیدنی تند و "خوشمزه" است. 
آبجوی کدر دارای گونه های مختلفی است از جمله گندمی، روشن و همچنین تیره. در طبقه بندی آبجوها این نوع آبجو در رده آبجوهای گندمی بعنوان یکی از آبجوهای سطح تخمیر بالا قرار می گیرد.

## دلیل نامگذاری
در واقع آبجوی کدر بعنوان نمونه بوده است که استاد کار آبجوسازی در کارخانه سازنده قبل از فیلتر کردن از مخزن تخمیر نمونه برداری می کرده است و کاربرد مصرفی نداشته است. اما با این وجوذ بدلیل خاصیتی که آبجوی فیلترنشده بخاطر وجود مخمر از نظر پزشکی برای درمان برخی بیماری ها بویژه بیماری های سیستم گوارشی دارد پا به عرصه ی تجاری شدن گذاشته است.
اصطلاح آبجوی انبار یا به آلمانی Kellerbier بدین دلیل رایج گشته که آبجو مستقیم از انبار خنکی که در گذشته برای مرحله ی رسیدن و جا افتادن یا نگه داری آبجوی در حال تخمیر استفاده می شده است بدون عمل فیلتر کردن درون بطری یا هر نگه دارنده ی نهایی دیگری ریخته شده و بفروش رسیده یا نگه داری میشده است.
این نام بستگی به منطقه کارخانه آبجوسازی نیز دارد. علاوه بر اصطلاحات Zwickel- یا Kellerbier ، در بخش هایی از منطقه اوبافالتس به تسویگل نیز شناخته می شود.